# Das Fest der schwarzen Tulpe
Das Fest der schwarzen Tulpe er en tysk stumfilm fra 1920 af Marie Luise Droop og Muhsin Ertugrul.

## Medvirkende
- Theodor Becker som Johann de Witt
- Carl de Vogt som Adrian Witt
- Meinhart Maur som Isaac Tichelaer
- Tronier Funder som Oberst de Tilly
- Helga Hall som Marion de Tilly